# Camille Delmas
Camille Delmas, né le 13 novembre 1885 à Rodez et mort le 11 octobre 1957 à Paris, est un athlète français, spécialiste des saut en longueur et saut en hauteur.

## Biographie
Camille Henri Delmas est le fils de Camille Pierre Joseph Delmas et Marie Joséphine Gabrielle Nicolas.
En 1910, il s'octroie deux titres nationaux aux Championnats de France d'athlétisme 1910.
En 1913, il intègre le Stade Français, au poste de trois-quarts.
Engagé dans le conflit de la Première Guerre mondiale, il porte le grade de sous-lieutenant au 59e régiment d'infanterie. Il perdra l'usage du bras gauche.
Il est mort à l'âge de 71 ans, en octobre 1957.

### Palmarès
- Championnats de France d'athlétisme :
  - vainqueur du saut en longueur en 1910
  - vainqueur du saut en hauteur en 1910

### Distinctions
- Chevalier de la Légion d'honneur (1916)[2] ;
- Croix de guerre 1914–1918 avec palme.